# Lepidaria vaginata
Lepidaria vaginata är en tvåhjärtbladig växtart som beskrevs av Van Tiegh.. Lepidaria vaginata ingår i släktet Lepidaria och familjen Loranthaceae. Inga underarter finns listade i Catalogue of Life.